# Chorąży sztabowy
Chorąży sztabowy (chor. sztab.) – dawny stopień wojskowy w Wojsku Polskim.

## Historia
W Wojsku Polskim wprowadzony w 1967 roku. W hierarchii wojskowej stoi bezpośrednio wyżej od starszego chorążego i niżej od starszego chorążego sztabowego. W Wojskach Lądowych stopień chorążego sztabowego przypisany jest m.in. do stanowisk: dowódczych niższych. W 2004 stopień został zniesiony.
W Siłach Zbrojnych PRL należał do korpusu chorążych.
Chorąży sztabowy występuje również w Straży Granicznej, Służbie Kontrwywiadu Wojskowego, Służbie Wywiadu Wojskowego oraz w Służbie Więziennej (oznaczany jak w wojsku). Odpowiednikiem tego stopnia w policji jest aspirant sztabowy policji. W Państwowej Straży Pożarnej odpowiednikiem tego stopnia jest aspirant sztabowy.
Podoficerowie zawodowi, żołnierze rezerwy oraz osoby niepodlegające obowiązkowi służby wojskowej posiadający stopień wojskowy chorąży sztabowy (chorąży sztabowy marynarki) zostali mianowani z dniem 1 stycznia 2014 roku na stopień starszy chorąży sztabowy (starszy chorąży sztabowy marynarki).

## Oznaczenie stopnia
Zgodnie z przepisami ubiorczymi żołnierzy Wojska Polskiego z 1972 roku chorąży sztabowy nosił na środku taśmy otokowej czapki garnizonowej podoficera umieszczone w linii równoległej do krawędzi taśmy trzy gwiazdki, przy czym odległość między ramionami gwiazdek wynosiła 2 mm.
Naramienniki obszyte wokół (z wyjątkiem miejsca wszycia rękawa) jednolitą taśmą szerokości 5 mm. Ponadto trzy gwiazdki umieszczone wzdłuż linii prostej biegnącej przez środek naramiennika; w odległości 1,2 cm od wszycia rękawa, drugą w odległości 5 mm od wierzchołka ramienia pierwszej gwiazdki do kąta wklęsłego między dwoma ramionami drugiej gwiazdki a trzecia podobnie jak druga.